# Geothermiekraftwerk Neustadt-Glewe

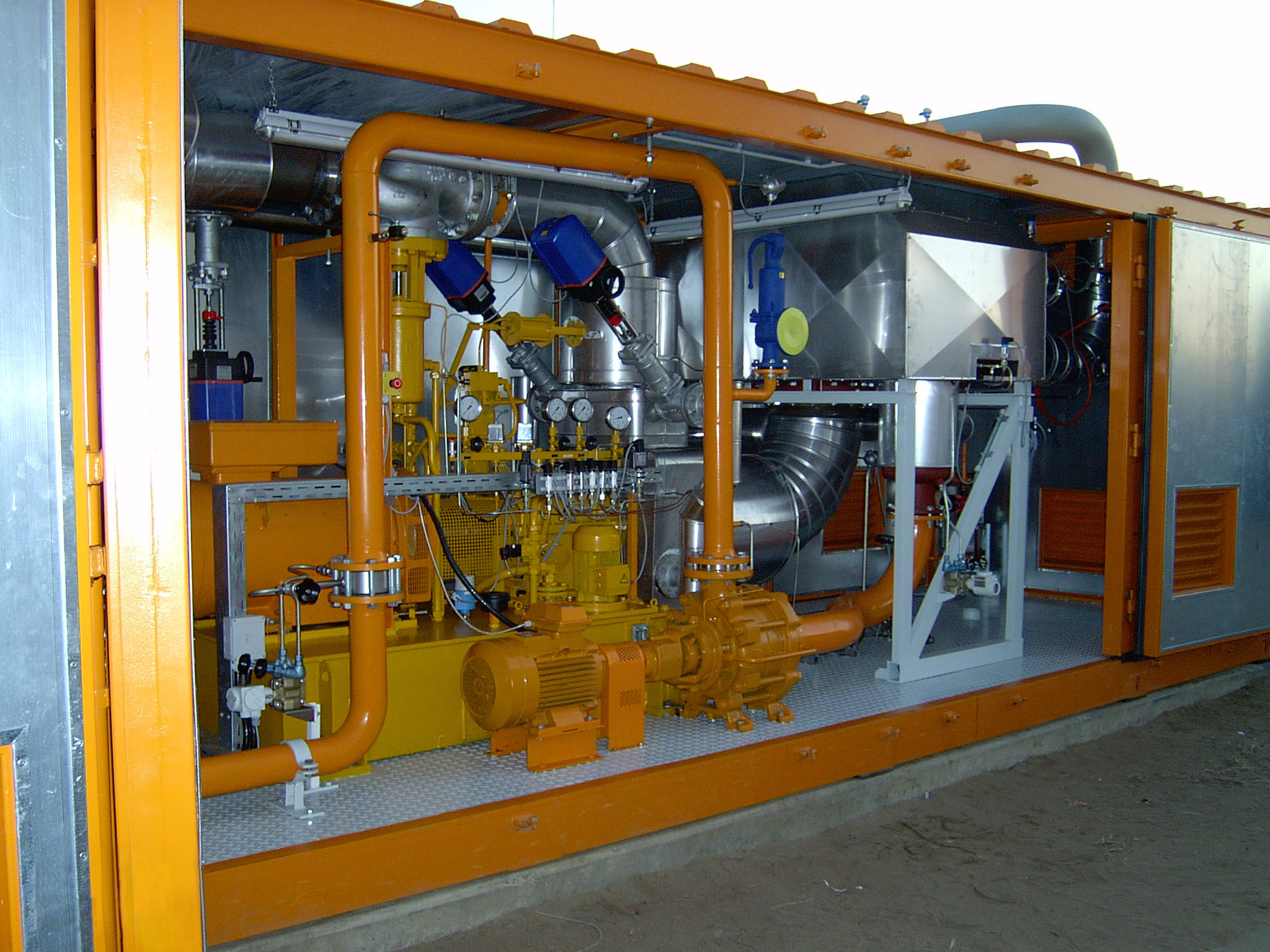
Das Geothermiekraftwerk von Innen

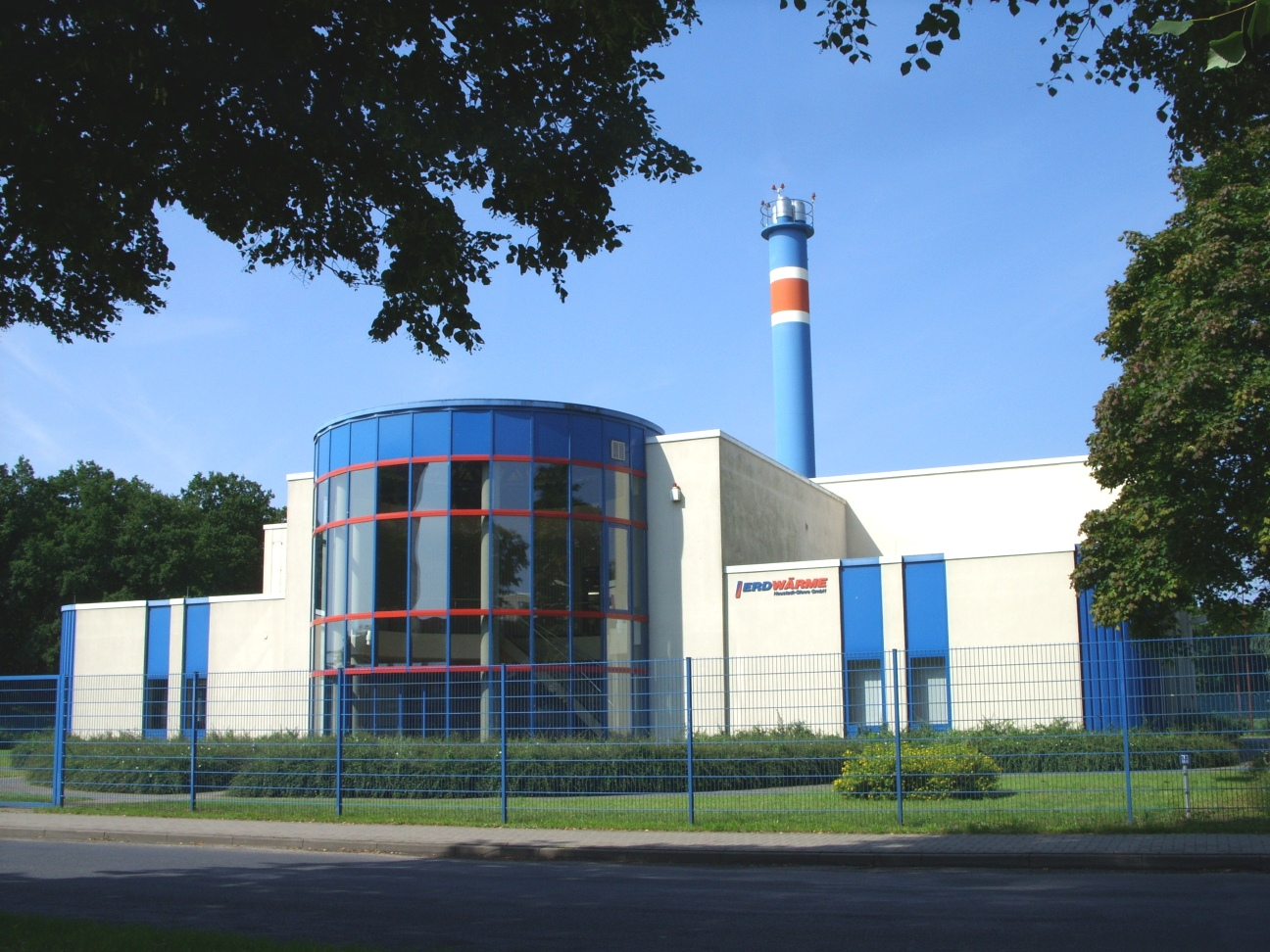
Das Geothermieheizwerk

Das Geothermiekraftwerk Neustadt-Glewe war das erste Kraftwerk in Deutschland, das Geothermie der Thermalwässer zur Stromerzeugung nutzte. Betrieben wurde die Stromerzeugung von 2003 bis 2010 durch die „Erdwärme-Kraft GbR“, ein Tochterunternehmen von Vattenfall Europe Berlin. 2010 wurde die Stromerzeugungsanlage auf Grund eines technischen Defekts und der damit verbundenen Unwirtschaftlichkeit stillgelegt. Die Hauptbedeutung hat die Anlage zur Wärmeversorgung in Neustadt-Glewe. Seit 1994 wird die Anlage von der WEMAG AG (Schwerin) betrieben und versorgt wirtschaftlich mit ca. 20 GWh Wärme jährlich Haushalte und Gewerbe.

## Technische Angaben
Die installierte Leistung zur Stromerzeugung betrug 230 kW. Bei einer zugeführten geothermischen Wärmeleistung von maximal ca. 2200 kW errechnet sich bei maximaler 165 kW  Stromerzeugung (95,4°/70,4 °C) ein elektrischer Bruttowirkungsgrad von 7,4 %. Unter Berücksichtigung des Eigenbedarfs der Anlage von etwa 125 kW (Förderpumpe mit ca. 100 kW und Kühlwasser- und Speisepumpe ca. 25 kW) ergab sich eine Nettoleistung von 40 kW. Diese sehr geringen Werte sind die Konsequenz der geringen Thermalwassertemperaturen von etwa 96 °C an der Oberfläche.
Die Anlage wurde in Kombination mit dem 1994 in Betrieb genommenen Geothermie-Heizwerk Neustadt-Glewe als Kraft-Wärme-Kopplungs-Anlage betrieben. Dabei hatte die Fernwärmeerzeugung Vorrang vor der Stromerzeugung, so dass während der Sommermonate ein Volllastbetrieb möglich war und in der Übergangszeit und im Winter nur diejenige Thermalwasserenergie zur Stromerzeugung genutzt wurde, die nicht für die Fernwärmeversorgung notwendig war. Mit diesem Prinzip konnte die Thermalwasserenergie ganzjährig optimal ausgenutzt und somit der Gesamtwirkungsgrad deutlich verbessert werden.
Das Kraftwerk arbeitete mit der Thermalwassertemperatur von ca. 96 °C und besteht aus den Komponenten
- Verdampfer des schweren organischen Stoffes C5F12 (n-Perfluorpentan)
- einstufige Turbine mit Generator (3000/min)
- wassergekühlter Kondensator.

Das Kühlwasser für den Kondensator wird über zwei Nass-Kühltürme rückgekühlt. Das Kühlturm-Zusatzwasser (Verdunstung, Abschlämmung) wird durch Grundwasser sichergestellt und in einer Wasseraufbereitungsanlage behandelt.
Im Jahr 2004 erzeugte das Kraftwerk, das nach dem Organic-Rankine-Cycle-Prinzip (ORC) arbeitet, ca. 450 MWh elektrische Energie. Seit 2010 ist die Kraftwerksanlage zur Stromerzeugung wegen eines technischen Schadens endgültig stillgelegt. Der geringe Wirkungsgrad der Anlage auf Grund der vergleichsweise geringen Temperaturen macht eine Reinvestition und den Betrieb des Geothermiekraftwerks unwirtschaftlich. Das Geothermie-Heizwerk dagegen wird weiterhin wirtschaftlich betrieben.
Mit einer Erweiterungsbohrung soll die thermische Leistung von 4 auf 5 MW gesteigert werden. Ende August 2023 sollen die Arbeiten abgeschlossen werden.

## Geologie und Anlage der Bohrung
In Neustadt-Glewe sind die aufgesuchten Erdschichten, aus denen das Thermalwasser gefördert wird, der Keuper und der Rätkeuper in dort 2455 Meter Tiefe. Die Injektionsbohrung führt das abgekühlte Wasser in eine Tiefe von 2335 Meter. Der Salzgehalt der Sole beträgt 220 Gramm je Liter. Förder- und Rückspeisepunkt der senkrechten Bohrungen liegen 1500 Meter auseinander.

## Stromerzeugung im ORC-Prozess
Die geringe Thermalwassertemperatur erfordert als Medium eine spezielle Flüssigkeit (ein synthetischer, organischer Stoff), die anders als Wasser nicht bei 100 °C, sondern bereits bei zirka 30 °C siedet. Mit dessen Dampf (anstelle von Wasserdampf) wird die Turbine betrieben, die wiederum den Stromgenerator antreibt. Der Dampf wird anschließend gekühlt, damit verflüssigt und wieder dem Wärmetauscher zugeführt, wo er durch frisches Thermalwasser wieder erhitzt wird. Dies wird als Organic-Rankine-Cycle-Verfahren bezeichnet.